# 電雷學校
電雷學校，建立於1932年，創辦者為歐陽格，為中華民國海軍的訓練學校。它不歸於海軍部管轄，而是直屬中央陸軍參謀本部，其中的人員也多由黃埔軍校轉任，因此當時風評或是自稱都自命為「海軍中的黃埔軍校」。此校的畢業生被稱為「電雷系」，是中華民國海軍早期人事四大派系之一，著名的畢業生有黎玉璽、崔之道、胡敬端、齊鴻章、胡嘉衡等人。
為中華民國海軍官校的前身。

## 歷史
在民國18年（1929）4月國民政府海軍局改組為中華民國海軍部，缺乏政治與軍事實力的海軍局代局長歐陽格被排擠出海軍部。蔣中正資助歐陽格至英國格林威治皇家海軍學院深造學習海軍戰術，在進行1年半的深造後，歐陽格在九一八事變後決心返國抗日，直到東北抗日聯軍兵敗後才返回南京。
歐陽格返回南京後，向蔣介石提出建議，建立一支以魚雷快艇為主的海軍部隊，希望能以小勝大，擊敗日本海軍的侵略。
民國21年（1932）7月，蔣中正批准在江蘇省鎮江北固山甘露寺成立電雷學校，由歐陽格任校長、煙台海校畢業的薩福疇擔任教育長，開始向外界招生，命名為「電雷」，是指採用電器施放水雷與魚雷。該地鄰近江陰要塞，駐守著由國民政府參謀本部直轄的江陰電雷大隊（清朝時代即成立的江陰水雷營），在電雷學校建校時，軍事委員會將電雷大隊的器材與編制轉讓給電雷學校使用，在訓政時期的制度來說，電雷學校是由國民政府軍事委員會第一廳管理，而非第二廳（管理陸、海、空軍事務的總理部門），自然也獨立在海軍部的管理範疇之外。海軍部對於軍事委員會在其體系之外成立其它海軍大加反彈，並以各種途徑抵制電雷學校的運作。包括不承認歐陽格在海軍的軍階、不授與電雷學校學生海軍學籍資格，並宣告不授發該校畢業生海軍軍階、不提供軍艦供電雷學校實習。
軍事委員會反制海軍的鬥爭手段則是運用陸軍的力量反制。歐陽格的軍階問題後來以改授陸軍少校，並升任海軍中將（後在海軍部的對抗下以少將授階）、帶隊幹部最初由黃埔軍校畢業生負責，後招募被福建人排擠的黃埔海軍學校、吳淞海軍學校、煙臺海軍學校等地之畢業生解決教育能量的不足、實習船隻則是歐陽格運用私人交情向浙江內河水上警察廳商借砲艇「海靜艦」進行，後來軍事委員會亦調撥其控制的策電號砲艦給電雷學校改善教具，但建校初期仍缺乏大型新式艦艇。直到民國24年（1935）向江南造船廠購置同心、同德、自由中國等三艘訓練艦後，電雷學校才建置完整的水上實習能量。
在海軍部與軍事委員會的鬥爭中，電雷學校逐漸排除建校的阻礙，並在民國22年（1933）1月開學。電雷學校第一期招考航海班學生50人、學兵300人，這批人員在民國23年（1934）12月畢業。電雷學校的第一期生畢業，軍事委員會此時已排除海軍部的反對意見，並讓該校畢業軍官以海軍少尉授階。
由於電雷學校的經營陸續上軌道，且軍政部在與各地軍閥交戰的過程中逐漸收回以前被其它軍閥控制的軍艦，對於非閩系控制的海軍官兵的需求日續增長，電雷學校的課程也不再只能縮限在佈放水雷魚雷，而需要更完整的海軍教育。
民國25年（1936），電雷學校遷校至江陰黃山港，更名為「軍政部電雷學校」，隸屬於行政院下，校長蔣中正、教育長（實際校務營運者）歐陽格。由於校地位置遷入江陰要塞區，負擔首都防務之責，電雷學校趁此大規模擴張，除了向英國、德國採購魚雷快艇，也雇用外籍顧問改善教育品質。同年11月，已完成學業的馬尾海軍學校輪機班第四期學官，在畢業典禮前因一次早點名為陰雨天氣，大部分學官並未到操場點名，這30人遭到教育長周憲章以「嚴重違反紀律」之罪名開除。歐陽格從被開除的30位學官招收了12位非福建省籍學生轉入電雷學校，並以「電雷學校輪機班第一期」生授階畢業。這12人中後來晉升將官者包括王先登、袁鐵忱、楊珍等人。
1937年，軍事委員會下令由電雷學校直屬部隊與江陰要塞等防衛武力組成江陰江防司令部，下轄魚雷快艇大隊與一批練習艦艇。曾發動夜襲日本海軍第三艦隊旗艦出雲號，但失敗。12月，電雷學校後撤至江西省星子縣，後撤入四川省。1938年6月28日歐陽格以貪污、作戰不力的罪名遭逮捕，電雷學校奉命解散，學生併入青島海軍學校，而艦艇則合併到海軍總司令部。

## 評價
電雷學校畢業生雖自稱其為「海軍的黃埔軍校」，但由於電雷學校的學制與在學時間遠短於傳統海軍教育，且學校幾乎沒有淘汰學生的機制，初期畢業生學習的科目也不完整，因此其它海軍學校畢業的海軍將官皆看輕電雷學校畢業生的素質與能力，認為他們的教育水準遠無法承擔海軍需求。
陳紹寬所領導的海軍部對於電雷學校分食了海軍資源非常不滿，卻不願意和南京國民政府翻臉，在行政層面上仍持續干預電雷學校運作，亦不允許電雷學校師生在公開場合穿著海軍制服。此外海軍部也整修翻新了海軍水魚雷營，並自行招募官兵訓練自己的魚雷與水雷戰力，作為對電雷學校的反制措施。

## 畢業期別
電雷學校共收四期學生，但只有第一期與第二期學生畢業，第三期與第四期學生在畢業前被併入青島海校：
- 第一期（1932年7月招考，1933年1月開學，1934年12月畢業）：航海班學生50人、學兵300人
- 第二期（1935年1月開學－1938年畢業）：航海班學生55人、學兵300人
- 第三期（1936年6月招考，1936年底入學）：航海班學生132人、學兵400人
- 第四期（1936年年底入學）：航海班學生134人、學兵400人

## 外部連結
- 海軍電雷學校的血肉長城
- 電雷學校